# Nesticella renata
Espèce
Synonymes
- Nesticus renatus Bourne, 1980

Nesticella renata est une espèce d'araignées aranéomorphes de la famille des Nesticidae.

## Distribution
Cette espèce est endémique de Nouvelle-Irlande en Papouasie-Nouvelle-Guinée. Elle se rencontre dans des grottes du plateau Lelet.

## Description
La carapace du mâle holotype mesure 1,34 mm de long sur 1,3 mm et l'abdomen 1,3 mm de long sur 1,2 mm et la carapace de la femelle paratype mesure 1,48 mm de long sur 1,28 mm et l'abdomen 1,45 mm de long sur 1,3 mm.

## Étymologie
Cette espèce est nommée en l'honneur de René Marthaler.

## Publication originale
- Bourne, 1980 : Two new cavernicolous nesticid spiders (Araneae) from New Ireland. Revue Suisse de Zoologie vol. 87, no 2, p. 573-578 (texte intégral).